# Institut métapsychique international
Pour les articles homonymes, voir IMI.
L'Institut métapsychique international (IMI) est une fondation française qui étudie les phénomènes paranormaux. Il a été créé en 1919 par Jean Meyer, riche négociant en vins et spirite convaincu, le docteur Gustave Geley et le professeur Rocco Santoliquido de l'Office international d'hygiène publique, également médecin. Il est reconnu d'utilité publique cette même année. Par une méthode fondée sur l'observation et l'expérimentation, l'Institut Métapsychique International vise à rompre avec ses deux extrêmes : le spiritisme dogmatique et le scepticisme.   
L'Institut siège initialement au 85, avenue Niel à Paris puis à partir de 1955 dans un appartement au 1, place de Wagram. Depuis 2002, il sied au 51 rue de l'Aqueduc, dans le 10e arrondissement.

## Histoire institutionnelle
L'institutionnalisation de la psychologie à la fin du XIXème siècle est marquée par un « intérêt sérieux » pour les sciences psychiques. Les premières Sociétés de psychologie consentent à un examen académique des faits spirites qui secouent les années 1860. En 1885, Charles Richet tente d'intégrer « l'étude des phénomènes psychiques » au cœur de la Société de Psychologie physiologique, alors présidée par Charcot. Cette initiative se solde par un échec causé par un désintérêt prononcé de la part des membres de la Société. Cette réaction entraîne la disparition complète de cette branche en 1890. Un an après, Charles Richet fonde avec le Dr Dariex les Annales des Sciences Psychiques dont César de Vesme est nommé directeur. Des chercheurs de renom tels que l'astronome Camille Flammarion, Dr Joseph Maxwell, Sir William Crookes et Marcel Mangin en constituent le comité de rédaction. Cette publication bimensuelle se consacre aux « recherches expérimentales et critiques sur les phénomènes de télépathie, lucidité, prémonition, médiumnité etc. ». En 1900 est fondé l’« Institut Psychique International », aussitôt renommé « Institut Psychologique International » à la demande notamment de Pierre Janet qui appelait à la « séparation des faits strictement pathologiques et des recherches psychiques ». Une branche est alors exclusivement léguée[Quoi ?] à la science psychique en 1902. De 1905 à 1908, Jules Courtier est chargé d'établir un rapport sur les phénomènes paranormaux de la médium Eusapia Paladino. En 1908, sur la demande du Président de l’Institut Psychologique, la section des recherches psychiques est renommée en « section des recherches psychiques et physiologiques » afin de « bien indiquer que dans ces recherches psychiques, l'Institut entend employer surtout les méthodes physiologiques ».

## Histoire de la métapsychique
Lors de sa présidence à la Society for Psychical Research en 1905, Charles Richet introduit le terme « métapsychique » pour désigner la « science qui a pour objet des phénomènes, mécaniques ou psychologiques, dus à des forces qui semblent intelligentes ou à des puissances inconnues latentes dans l'intelligence humaine ». Étymologiquement, ce terme prend pour modèle la notion aristotélicienne de « métaphysique » pour signifier ce qui est « au-delà du psychique ». 
La métapsychique est considérée par ses membres comme une branche nouvelle de la psycho-physiologie. Elle se divise alors en deux voies de recherches : la « métapsychique subjective » qui « étudie des phénomènes exclusivement intellectuels » et la « métapsychique objective » qui « classe et analyse les phénomènes mécaniques, physiques ou chimiques » dépassant le cadre officiel de la physiologie. Elle vise à un caractère scientifique par l'application d'une méthode expérimentale et d'une observation impartiale des faits jugés « paranormaux ». 
La science psychique s'installe définitivement sur un plan institutionnel en 1919 par la fondation de l'Institut Métapsychique International (IMI). Dans le même temps, la Revue Métapsychique est créée sous la direction de Gustave Geley. Un Comité Directeur se forme par la réunion des chercheurs les plus actifs en métapsychique comme Eugène Osty ou Camille Flammarion. La devise de l'IMI devient alors la suivante : « Le paranormal, nous n'y croyons pas.  Nous l'étudions ». 

## Activités scientifiques de l'IMI
L'Institut Métapsychique a réalisé de nombreuses séances expérimentales dans le champ de la télépathie notamment par les travaux de René Warcollier, de la métagnomie grâce aux études d'Eugène Osty, de l'art spirite par le peintre Augustin Lesage, de la psychokinèse avec Rudi Schneider et de l'ectoplasmie par les moulages de Gustave Geley. L'étude métapsychique en laboratoire favorise la pratique instrumentale et le recours aux statistiques afin de maintenir une démarche objective et démonstrative.
Bien qu'il n'existe pas de filière universitaire en France dans le domaine de la parapsychologie, l'Institut Métapsychique International propose des « cours de Parapsychologie » pour se familiariser avec cette discipline nouvelle. Un groupe étudiant de l'IMI (GEIMI) a été constitué afin d'encourager la recherche.
Des conférences et des séminaires publics sont organisés chaque mois au sein de l'Institut Métapsychique International. Des ateliers et des cafés métapsychiques sont également proposés régulièrement afin d'informer sur les principes et méthodes de la science psychique.
Parallèlement, tous les membres du comité directeur de l'IMI contribuent à faire avancer la métapsychique par la publication d'ouvrages et d'articles scientifiques dans leur domaine de formation.

## Liste des présidents
- Rocco Santoliquido (1919-1930)
- Charles Richet (1930-1935)
- Jean-Charles Roux (vice-président 1935-1940)
- Eugène Lenglet (1940-1946)
- François Moutier (1946-1950)
- René Warcollier (1950-1962)
- Marcel Martiny (1962-1982)
- Robert Tocquet (1982-1987)
- Jean Barry (1987-1998)
- Mario Varvoglis (depuis 1998)

## Liste des directeurs
- Gustave Geley (1919-1924)
- Eugène Osty (1925-1938)
- Hubert Larcher (1977-1995)
- Alexis Champion (2008-2009)

L'IMI est actuellement dirigé par un comité directeur composé d'une dizaine de personnes de compétences diverses et complémentaires (médecins, psychologues, informaticiens, etc.) parmi lesquelles le philosophe Bertrand Méheust. Certains de ses membres sont également affiliés à la Parapsychological Association.